# Ministerio de Hacienda (Chile)

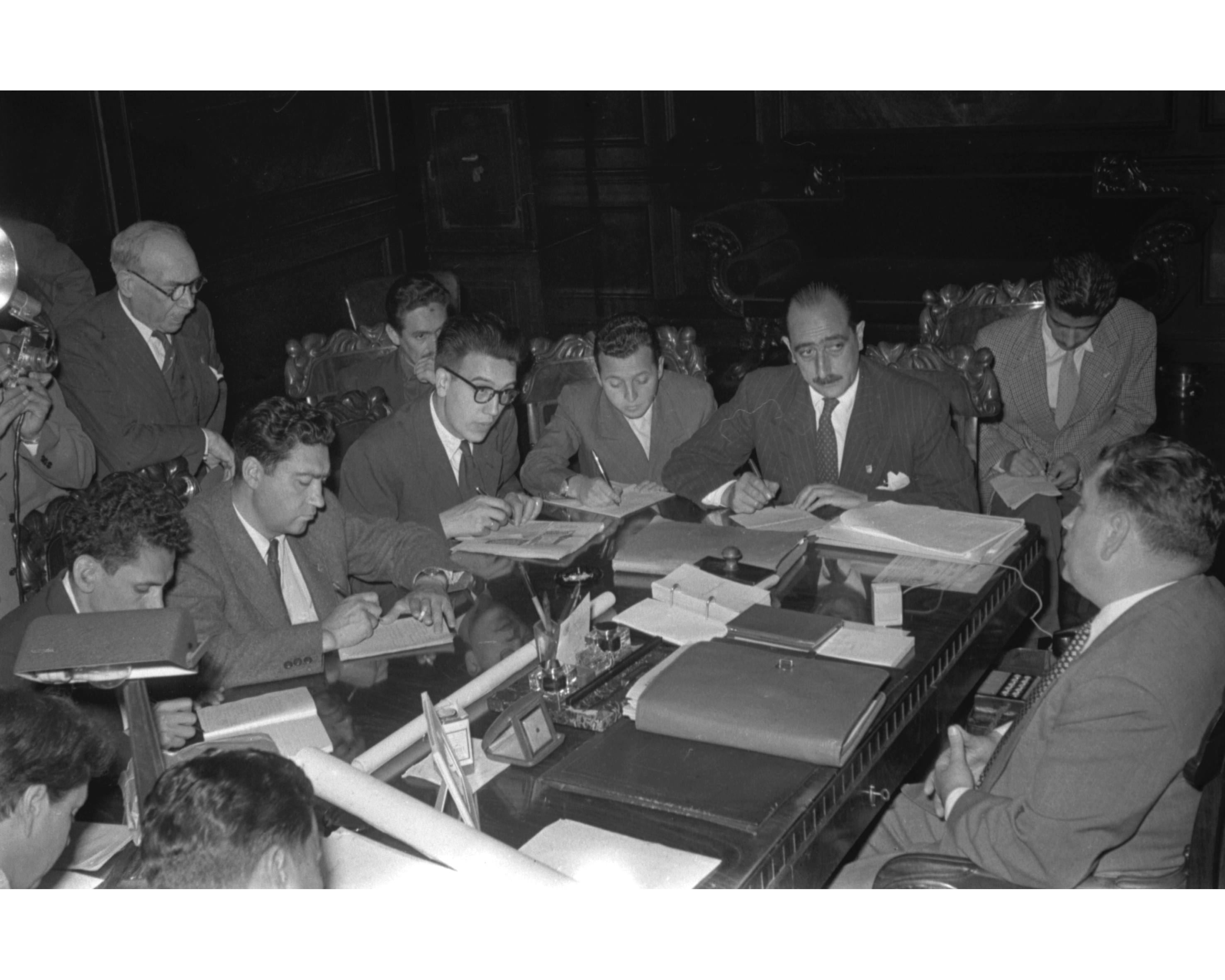
Conferencia de prensa del entonces ministro de Hacienda Óscar Herrera Palacios en 1955 en su despacho en el Ministerio.

El Ministerio de Hacienda de Chile es el ministerio de Estado encargado de dirigir las finanzas de ese país. Desde el 11 de marzo de 2022 lo encabeza el economista Mario Marcel, mientras que la subsecretaria respectiva es Heidi Berner, actuando bajo el gobierno de Gabriel Boric.

## Historia
La historia de la creación del Ministerio de Hacienda se remonta a los primeros meses después de celebrada la primera Junta Nacional de Gobierno, el 18 de septiembre de 1810. El 17 de mayo de 1811, siendo presidente de la Junta Gubernativa Fernando Márquez de la Plata, ordenó crear las Salas de Guerra, de Gobierno y Policía, y de la Real Hacienda.
En el caso de la sala de Real Hacienda, quedó conformada por Juan Martínez de Rozas, como su presidente; Juan Enrique Rosales, Manuel Fernández, Joaquín de Echeverría, Juan José de Echeverría, José Santiago Portales y Agustín Vial Santelices. Su secretario fue José Gregorio Argomedo.
No fue sino hasta el 14 de marzo de 1814 cuando el primer director supremo de Chile, Francisco de la Lastra, nombró como primer Secretario de Hacienda a José María Villarreal Osorio. Tal como señalan los historiadores Patricio Bernedo, Ricardo Couyoumyian y Pablo Camus, José María Villarreal es, con propiedad, el primer ministro de Hacienda de Chile. Le sucedieron los secretarios de Hacienda Bernardo de Vera y Pintado y Manuel Rodríguez Erdoíza, hasta el desastre de Rancagua de los días 1 y 2 de octubre de 1814.
Luego de la batalla de Chacabuco, librada el 12 de febrero de 1817, el director supremo Bernardo O'Higgins creó las carteras de Gobierno y Guerra. Para la primera de ellas nombró a Miguel José de Zañartu Santa María quien al poco andar representó el recargo de trabajo que le significaban los demás temas de Hacienda, por lo que O’Higgins —desde Concepción— dispuso la orden para que el que director supremo interno Hilarión de la Quintana nombrara a Hipólito de Villegas, ministro de la Tesorería General de Santiago en aquellos días, como encargado en comisión de los asuntos de Hacienda.
De esta forma, el 2 de junio de 1817 se creó el Ministerio de Hacienda. El nombramiento de Villegas quedó redactado de la siguiente manera:

El Supremo Gobierno se ha servido nombrar a V., por vía de comisión, secretario de Hacienda, sin otro sueldo que el que goza por su empleo de Ministro de la Tesorería General.

En septiembre de ese año se detalló el «Plan de Hacienda y de Administración Pública», redactado por el contador de la Tesorería General, Rafael Correa de Saa. Los propósitos de este «Plan de Hacienda» consistieron en organizar los servicios públicos, fijar las rentas fiscales y su correcta recaudación, desligándolos de su dependencia de la Corona española. Además, de salvaguardar ciertas garantías ciudadanas, como los procedimientos para la regulación de las contribuciones de guerra, respecto a la propiedad de empleos fiscales y honorarios, y cobro de las acreencias fiscales, entre otras regulaciones.
El decreto con fuerza de ley n.º 7912 (Ley General de Ministerios, 30 de noviembre de 1927) estableció sus atribuciones y obligaciones.

## Misión y objetivos
La misión del Ministerio es «gestionar eficientemente los recursos públicos a través de un Estado moderno al servicio de la ciudadanía; generando condiciones de estabilidad, transparencia y competitividad en una economía integrada internacionalmente que promuevan un crecimiento sustentable e inclusivo».
Asimismo, el Ministerio se dispone los siguientes objetivos:
- Aumentar de forma eficiente la recaudación pública en un marco de equidad tributaria y administrar responsablemente la política fiscal.
- Diseñar y apoyar iniciativas que garanticen un crecimiento sustentable e inclusivo.
- Participar activamente del proceso de modernización del Estado, velando por entregar servicios de calidad a la ciudadanía.
- Estimular la integración económica internacional.

## Organización

### Subsecretaría de Hacienda o Secretaría y Administración General del Ministerio de Hacienda
La Subsecretaría de Hacienda el organismo de apoyo administrativo del Ministerio, cuyo jefe superior es el subsecretario, colaborador inmediato del ministro al que secunda jerárquicamente. Le corresponde coordinar la acción de los órganos y servicios públicos del sector, actuar como ministro de fe, ejercer la administración interna del Ministerio y cumplir las demás funciones que le señale la ley.

### Representantes en regiones
Existen cuatro Secretarías Regionales Ministeriales (SEREMI's) que dependen del Ministerio de Hacienda, correspondientes a las regiones de Arica y Parinacota, Biobío, Araucanía y Magallanes.
Además, existen ocho Asesores Regionales Ministeriales (AREMI's) que representan al ministerio en las regiones de Coquimbo, Valparaíso, O´Higgins, Maule, Ñuble, Los Ríos, Los Lagos y Aysén.

## Lista de ministros

Infografía con el listado histórico de los ministros de Hacienda de Chile, desde 1814 hasta 2019.

## Organismos dependientes y relacionados
Del Ministerio de Hacienda dependen y/o se relacionan los siguientes organismos públicos:
Organismos dependientes:
- Servicio de Impuestos Internos
- Servicio Nacional de Aduanas
- Tesorería General de la República
- Dirección de Presupuestos de Chile

Organismos relacionados:
- Comisión para el Mercado Financiero
- Defensoría del Contribuyente
- Superintendencia de Casinos de Juego
- Dirección de Compras y Contratación Pública
- Dirección Nacional del Servicio Civil
- Unidad de Análisis Financiero

Organismo funcionalmente desconcentrado:
- Unidad Administradora de los Tribunales Tributarios

Organismo descentralizado relacionado directamente con el presidente de la República:
- Consejo de Defensa del Estado

### Redes sociales
- Ministerio de Hacienda de Chile en X (antes Twitter)
- Ministerio de Hacienda de Chile en Facebook
- Ministerio de Hacienda de Chile en Instagram
- Ministerio de Hacienda de Chile en Flickr

- Datos: Q4294804
- Multimedia: Ministry of Finance (Chile) / Q4294804